# Półwysep Kolski
Półwysep Kolski, Kola (ros. Кольский полуостров) – europejski półwysep w północno-zachodniej części Rosji, oblany wodami Morza Białego i Morza Barentsa, o powierzchni 100 tys. km². Jego południowa część przecina koło podbiegunowe północne.
Półwysep Kola stanowi część prekambryjskiej tarczy bałtyckiej, która cały czas podlega ruchom tektonicznym. Przeprowadzone w latach 70. XX w. badania geofizyczne wykazały, że zachodnia część półwyspu wynurza się w tempie ok. 6-8 mm w skali roku, zaś wschodnia zapada w nieco mniejszym tempie.
Wybrzeża są słabo urozmaicone. Jest zbudowany z granitów, gnejsów i łupków krystalicznych, w jego zachodniej części znajduje się pasmo górskie Chibiny (Judyczwumczorr 1200 m n.p.m.), w części południowej nizina przykryta osadami polodowcowymi.

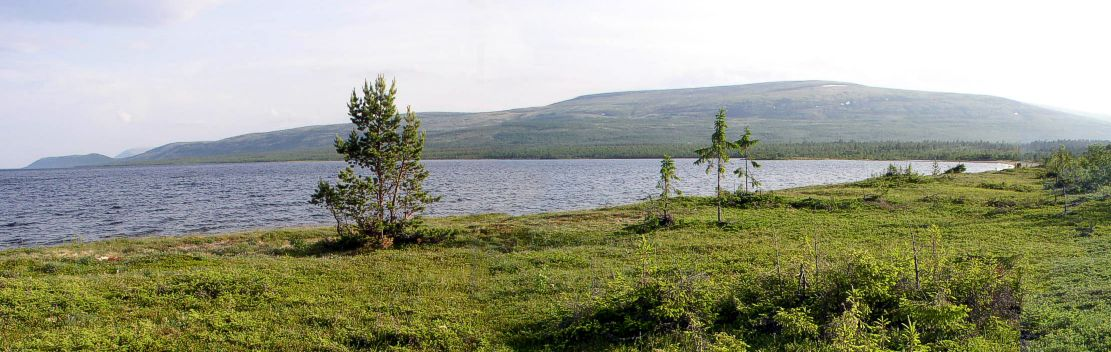
Jezioro Umboziero na Płw. Kolskim

Przez półwysep przepływają liczne zasobne w energię rzeki: Ponoj, Warzuga, Umba i Jokanga. Znajdują się tam także jeziora: Imandra, Umboziero, Ławoziero.
W południowej i środkowej części bagna. Południe półwyspu porasta tajga sosnowo-świerkowa, środek i północ tundra.
Dużą część pasm górskich Chibiny i Łowoziorskije tundry obejmuje Park Narodowy „Chibiny”. Na zachód od jeziora Imandra znajduje się Lapoński Rezerwat Biosfery, a dużą część wysp na Morzu Barentsa i zatoce Kandałaksza zajmuje Rezerwat Kandałakszański.
Bogate złoża surowców mineralnych: apatyty (Chibiny), fosforyty, nefelin, rudy wanadu, toru, molibdenu, w okolicy Murmańska magnetyt, rudy miedzi, niklu i kobaltu.
Półwysep Kolski zamieszkiwany jest głównie przez Lapończyków i Rosjan. Główne miasta to: Murmańsk, Kirowsk i Monczegorsk.
Na półwyspie koło miasta Zapolarnyj znajduje się trzeci najgłębszy na świecie odwiert (SG-3). Odwiert wykonywano w latach 1970–1989, jego głębokość wynosi 12 262 m.
Półwysep Kolski jako całość jest terenem zniszczonym lub zagrożonym ekologicznie, głównie z powodu zanieczyszczenia spowodowanego produkcją wojskową i intensywnym wydobyciem apatytów. Na Półwyspie jest w dalszym ciągu ok. 250 reaktorów jądrowych. Choć nie są już używane, pozostają źródłem promieniowania i przecieków radioaktywnych. W portach Półwyspu Kolskiego pozostaje też dużo przeznaczonych do złomowania okrętów podwodnych o napędzie atomowym. Obiecana została pomoc finansowa Finlandii na poprawę bezpieczeństwa i ochronę środowiska.